# Johann Tobias von Kümpel
Johann Tobias von Kümpel (* 1733 im Bistum Fulda; † 21. Mai 1804 in Potsdam) war ein preußischer Generalmajor und Chef des Füsilierbataillons Nr. 16.

## Leben
Kümpel diente 1746 als Gemeiner im kursächsischen Heer, dort wurde er 1750 Tambour. Während des Siebenjährigen Krieges kämpfte er in der Schlacht bei Freiberg. Im Gefecht bei Döbeln wurde Kümpel besonders ausgezeichnet, da es ihm gelang, zwei Kanonen zu erbeuten und über die Mulde zurückzubringen. Am 15. Oktober 1756 musste die sächsische Armee aber bei Pirna kapitulieren. So kam Kümpel in preußische Dienste und wurde am 31. März 1757 Fähnrich im Freiregiment „Hordt“. Dort wurde er 1760 Sekondeleutnant sowie am 1. Mai 1761 Kapitän und Kommandeur eines Jägerkorps in Freikorps „Kleist“. Nach dem Frieden von Hubertusburg am 15. Februar 1763 erhielt Kümpel seine Demission.
Am 3. Oktober 1771 wurde er als Major in die Suite des Königs Friedrich II. wieder aufgenommen. Bereits am 5. Oktober erhielt Kümpel sechs Wochen Urlaub, um seine Angelegenheiten zu Hause zu regeln, dazu erhielt er aber gleich den Auftrag, Rekruten zu werben. Er muss erfolgreich gewesen sein, denn am 24. November 1771 erhielt er 101 Taler und 20 Groschen für Werbung und am 7. Dezember 1771 noch einmal 500 Taler. Im Vorfeld des Bayerischen Erbfolgekrieges am 18. März 1778 kam Kümpel in das neuerrichtete Freiregiment „Hordt“ und am 24. Juli 1778 wurde er zum Kommandeur ernannt. Dazu wurde er am 28. Juli 1778 zum Oberstleutnant befördert. Am Ende des Krieges wurde er nicht entlassen, sondern erhielt am 27. Juli 1779 ein Traktament von 572 Talern.
Am 14. August 1787 wurde er nach Konitz als Kommandeur in das leichte Infanterieregiment „Arnauld“ versetzt. Dieses wurde bald danach aufgelöst und so wurde Kümpel am 1. Juni 1787 Chef des Füsilierbataillons Nr. 16. Am 2. Juni 1788 wurde er Oberst. Ein Jahr später am 20. Juni 1789 erhielt er seine Demission und 1200 Taler Pension. Am 12. Dezember 1797 erhielt er vom König den Charakter des Generalmajors, in Anerkennung der von ihm geleisteten Dienste. Daher wurde er auch ab dem 13. Januar 1798 unter den Titularoffizieren geführt. Er starb am 21. Mai 1804 in Potsdam.

## Familie
Er war mit Johanna Christiane Müller (* 1736; † 28. Mai 1786) verheiratet. Das Paar hatte mehrere Kinder:
- Friedrich August Leberecht (1766–1791), Sekondeleutnant im Füsilierbataillon Nr. 16
- Friedrich Wilhelm Tobias (* 28. Juli 1767; † 6. Dezember 1814), Stabskapitän im III. Bataillon des Infanterieregiments Nr. 55
- Eleonore Friederike Karoline (* 1770) ⚭ Waldemar Eduard von Krohne, Oberst in russischen Diensten
- Friedrich Karl Ludwig (* 19. Dezember 1773; † 1795), Sekondeleutnant im Füsilierbataillon Nr. 16
- Johanna Charlotte Wilhelmine Henriette (* 22. Dezember 1777) ⚭ 1795 Karl Graner, Leutnant im Depotbataillon des Infanterieregiments Nr. 55
- Friedrich Karl Philipp Heinrich (* 17. Februar 1780), kam 1795 als Gefreitenkorporal in das Infanterieregiment Nr. 56